# Station Watford High Street
Watford High Street is een spoorwegstation van London Overground aan de Watford DC Line. 

## Geschiedenis
Het station werd geopend door de Watford and Rickmansworth Railway (W&RR) op 1 oktober 1862, met diensten van Watford Junction naar Rickmansworth (Church Street)." In 1912 werd een zijlijn geopend naar Croxley Green. De lijn kwam in handen van London and North Western Railway (LNWR), die in 1923 werd opgenomen in de London, Midland and Scottish Railway (LMS), na de groepering van de Britse spoorwegmaatschappijen. 
Extra reizigersdiensten werden geïntroduceerd in Watford High Street toen op 16 april 1917 de Underground Electric Railways Company of London haar metrodiensten op de Bakerloo line over de Watford DC Line via dit station naar Watford Junction liet doorrijden. In 1922 voltooide de LNWR de voorstedelijke Camden to Watford Junction New Line, die Watford High Street met Londen Euston verbond via de Watford DC Line (gedeeld met de Bakerloo-lijn).
Na de nationalisatie in 1948 werd de Watford DC Line geëxploiteerd door British Rail (vanaf 1986 onder het merk Network SouthEast). Op het hoogtepunt van de treindienst rond 1950 werd Watford High Street bediend door de Bakerloo-line en door British Rail-treinen op zowel de Croxley Green- als Rickmansworth-tak. Een stoptreindienst reed naar Euston en een andere naar Broad Street via Primrose Hill. 
In de loop der jaren werden de meeste van deze diensten geleidelijk ingetrokken. De Rickmansworth-tak was een weinig gebruikte dienst en passagiersdiensten werden in 1952 door BR beëindigd. De treinen naar Croxley Green bleven in dienst als parlementaire treinen totdat de lijn volledig sloot in 1996. Op 24 september 1982 stopte London Transport met de diensten van de Bakerloo line ten noorden van Stonebridge Park. In 1984 werden deze hervat tot Harrow &Wealdstone. Station London Broad Street werd in 1986 gesloten en treinen op de Primrose Hill-route werden omgeleid naar Liverpool Street tot 1992, toen de passagiersdiensten op de Primrose Hill-lijn volledig werden stopgezet. Na het afstoten van de Croxley, Bakerloo en Broad Street routes, was de enige resterende dienst van Watford High Street de Watford DC Line van British Rail naar Euston.
Na de privatisering van British Rail werd de concessie voor de Watford DC Line overgenomen door National Express, die de lijn onder de naam Silverlink Metro beheerde. In 2007 werd de lijn onder beheer van Transport for London, die het vandaag de dag exploiteert als onderdeel van het London Overground-netwerk; deze dienst maakt gebruik van de 750 V DC-lijnen voor haar stoptreinen. De 4e rail is na het verdwijnen van de metro overbodig, behalve als onderdeel van het elektrische retourcircuit.

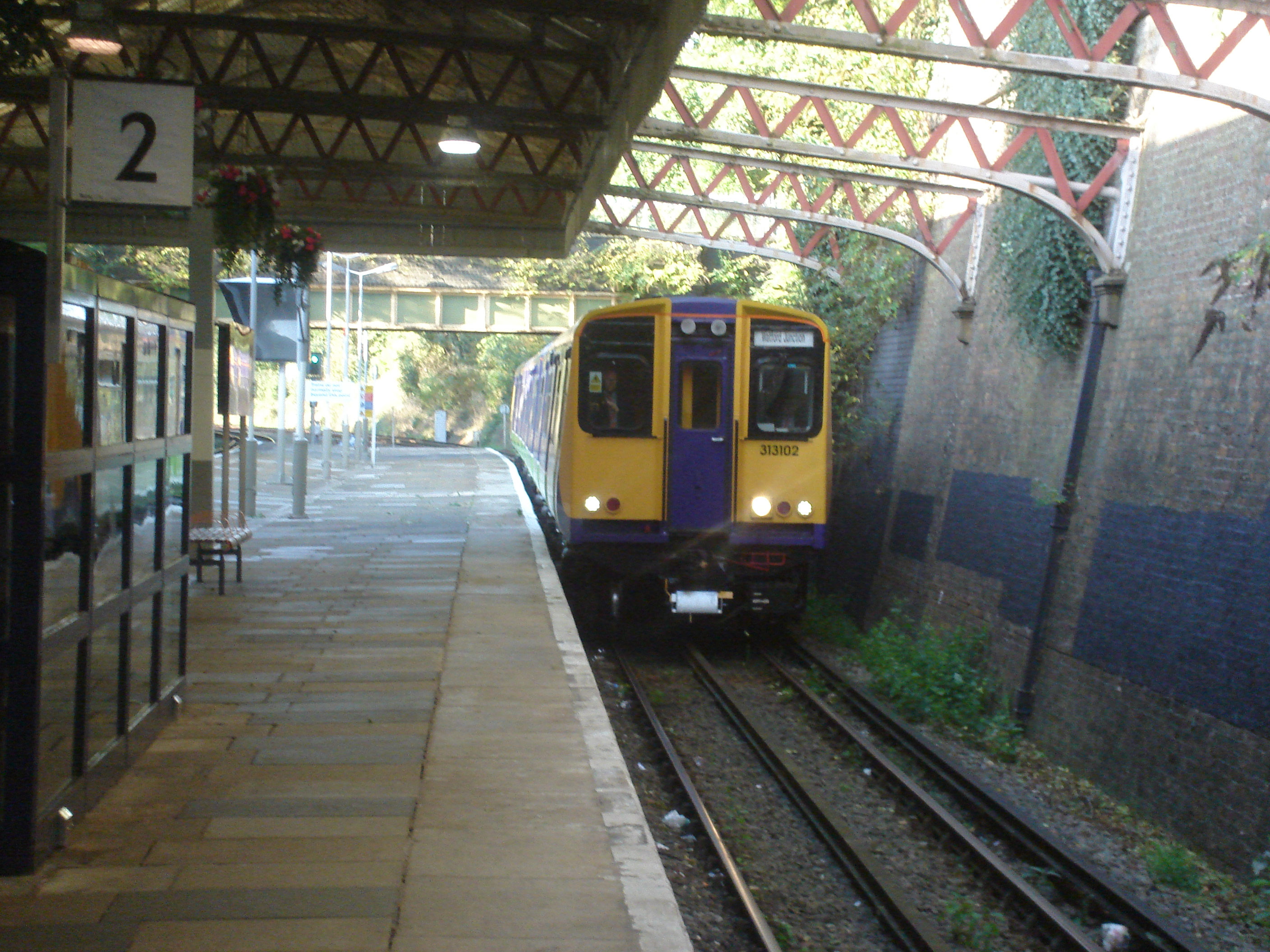
Watford High Street werd bediend door Silverlink treinen 1997-2007
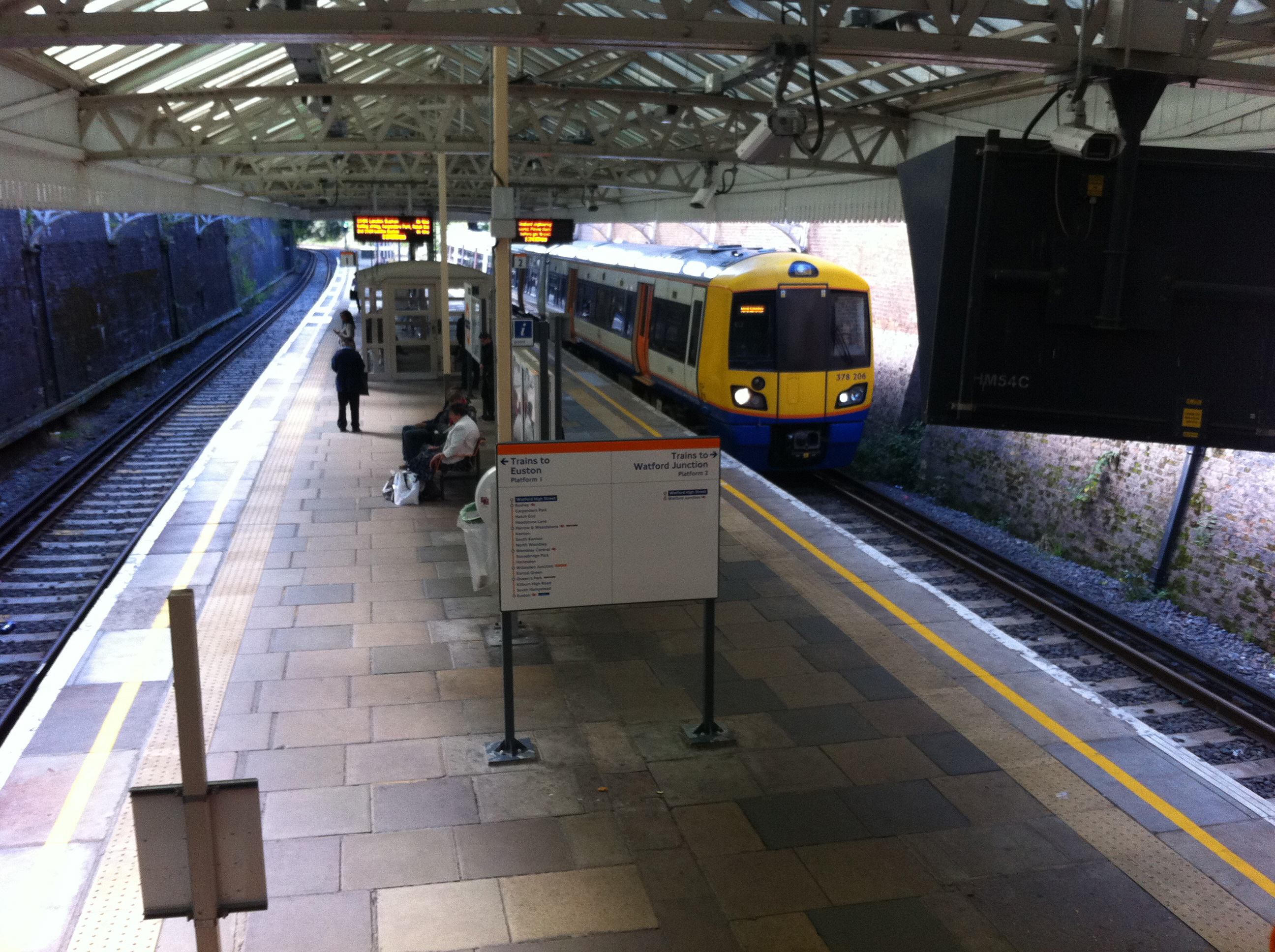
Een treinstel van de overground rijdt binnen op Watford High Street
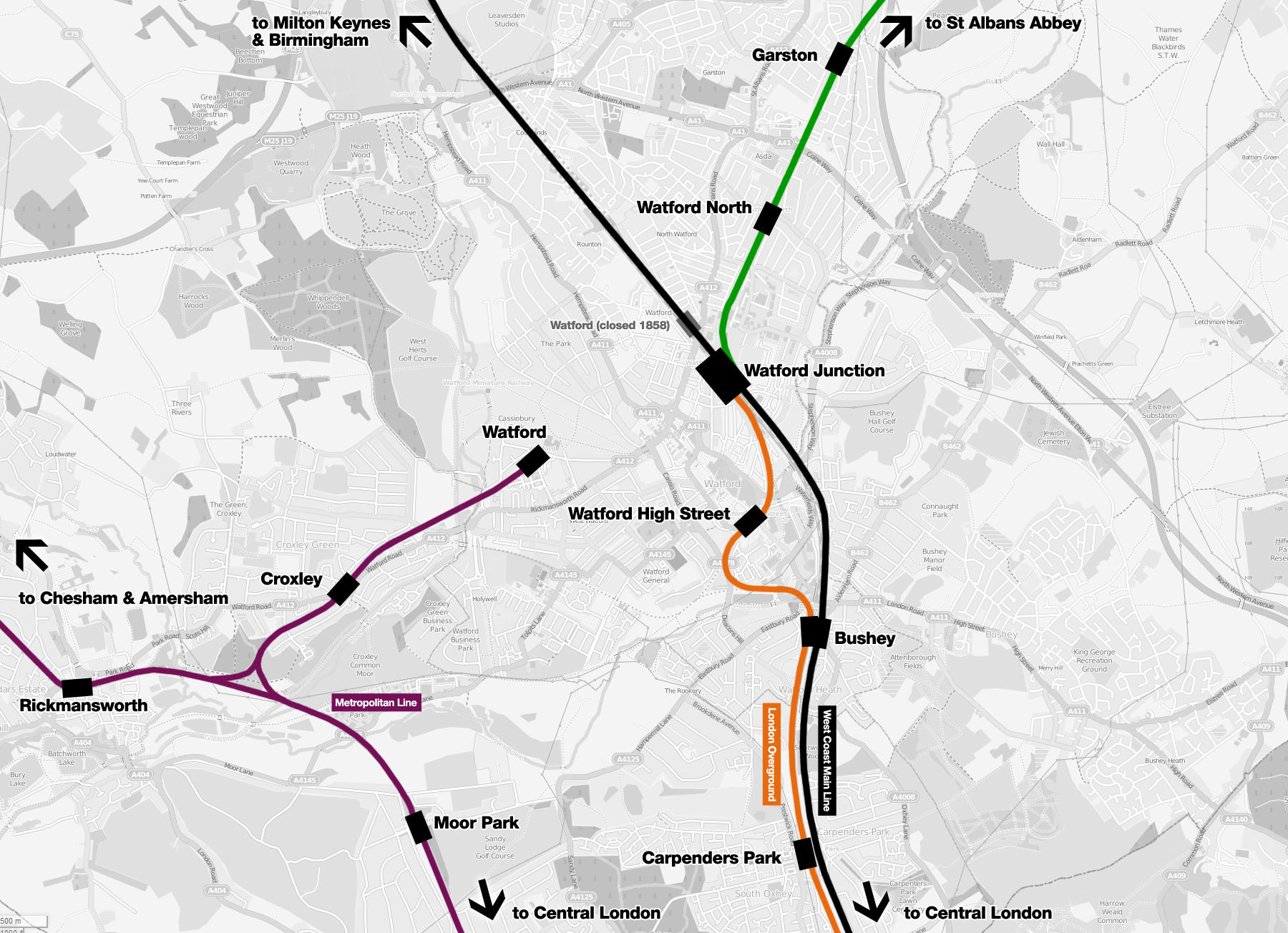
Kaart van spoorwegen rond het centrum van Watford

## Ligging en inrichting
Het station ligt aan de Lower High Street in het centrum van Watford. In de directe omgeving rond het station zijn een aantal winkels en maatschappelijke voorzieningen, waaronder het Watford Museum, met een galerij met beeldende kunst en voorwerpen van lokaal erfgoed, en het 130.000 m2 tellende atria Watford Shopping Centre (ook bekend als het Harlequin Centre), het grootste winkelcentrum in Hertfordshire, dat elk jaar meer dan 17 miljoen klanten trekt. Diverse andere winkelcentra liggen ook dicht bij het station, waaronder een grote Tesco Extra, Waterfields Shopping Park (met grote winkels zoals Sports Direct en Next), evenals vele winkels gelegen aan de High Street.
Het centrum van Watford heeft veel populaire bars en clubs, zoals PRYZM; het enige producerende theater in Hertfordshire, het Watford Palace Theatre; evenals tal van restaurants en cafés, zowel van ketens als onafhankelijke.
Ten oosten van de spoorlijn bevindt zich het terrein van Benskins Brewery, het kantoorgebouw waarin nu Het Watford Museum is. De brouwerij werd tot 1956 bediend door zijsporen. Het station bevindt zich in een diepe snede sleuf bedekt met een enkele perronluifel. Het dak van de luifel is verbonden met de betonnen wanden van de sleuf door metalen sierspanten.

## Reizigersdiensten
Alle diensten naar dit station worden uitgevoerd door London Overground. Het ligt aan de Watford DC-lijn van het netwerk en kent een frequentie van 4 treinen per uur, ongeveer elke 15 minuten van maandag tot zondag. Het station wordt bediend door de plaatselijke buslijnen 8, 142, 258, 306, 306B, 306C, 398, 602, W19 en W20.
Voor verdere bestemmingen moeten reizigers de bussen gebruiken in het centrum van Watford, die op korte afstand van het station liggen.

## Toekomst
Op 14 december 2011 werd de Croxley Rail Link goedgekeurd door het ministerie van Transport tegen een verwachte kostprijs van £ 115,9 miljoen met een voorgestelde opleveringsdatum van januari 2016 die later werd verschoven tot 2020. 
De geplande sluiting van metrostation Watford stuitte op bezwaren van buurtbewoners en actievoerders bepleitten dat het station open zou blijven met een beperkte pendeldienst. Een verslag uit 2012 van de vervoerswaakhond London TravelWatch concludeerde dat de opening van nieuwe stations langs de route het eventuele ongemak als gevolg van de sluiting zou verminderen en dat een minderheid van de reizigers een langere reistijd van meer dan 15 minuten zou ervaren. Het adviseerde ook om een proef met een pendeltrein uit te voeren en om in geval van sluiting een busdienst tussen Cassiobury en een van de nieuwe stations te beginnen.
In 2016 en 2017 werd het project evenwel voor onbepaalde tijd stilgelegd na zware kostenoverschrijdingen. Er is geen definitieve beslissing over een nieuwe opleverdatum genomen.
Station London Euston · South Hampstead · Kilburn High Road · Queen's Park · Kensal Green · Willesden Junction · Harlesden · Stonebridge Park · Wembley Central · North Wembley · South Kenton · Kenton · Harrow & Wealdstone · Headstone Lane · Hatch End · Carpenders Park · Bushey · Watford High Street · Watford Junction